# San Pablo Huixtepec
San Pablo Huixtepec es una localidad del estado mexicano de Oaxaca. Es cabecera del municipio de San Pablo Huixtepec.

## Toponimia
El nombre «San Pablo» hace referencia al santo patrono de la localidad: Pablo de Tarso. El nombre «Huixtepec» proviene de los términos en náhuatl huiztli, espina; tepetl, cerro; c, en. Su significado es «En el cerro de las espinas».

## Demografía
| Gráfica de evolución demográfica |
|                                  |

| Censo | Población |
| ----- | --------- |
| 1900  | 2 205     |
| 1910  | 3 150     |
| 1921  | 3 363     |
| 1930  | 3 593     |
| 1940  | 3 659     |
| 1950  | 4 612     |
| 1960  | 5 132     |
| 1970  | 5 927     |
| 1980  | 6 292     |
| 1990  | 8 224     |
| 1995  | 8 229     |
| 2000  | 8 333     |
| 2005  | 8 068     |
| 2010  | 8 786     |
| 2020  | 9 610     |